# فكتور لوكيتش
فكتور لوكيتش (بالصربية السيريلية: Виктор Лукић)‏ هو لاعب كرة قدم صربي، ولد في 6 أكتوبر 2000 في شاباتس في صربيا.

## وصلات خارجية
- فكتور لوكيتش على موقع قاعدة بيانات كرة القدم.إي يو (الإنجليزية)
- فكتور لوكيتش على موقع Soccerway.com (الإنجليزية)